# Shpëtim Moçka
Shpëtim Moçka (Valona, 20 ottobre 1989) è un ex calciatore albanese, di ruolo portiere.

## Carriera

### Nazionale
Nel 2012 viene convocato dal commissario tecnico, Gianni De Biasi per le due amichevoli della Nazionale albanese contro Qatar ed Iran, senza riuscire a debuttare.

## Statistiche

### Presenze e reti nei club
Statistiche aggiornate al 25 settembre 2018.
| Stagione                 | Squadra                  | Campionato               | Campionato | Campionato   | Coppe nazionali | Coppe nazionali | Coppe nazionali | Coppe continentali | Coppe continentali | Coppe continentali | Altre coppe | Altre coppe | Altre coppe | Totale | Totale   |
| Stagione                 | Squadra                  | Comp                     | Pres       | Reti         | Comp            | Pres            | Reti            | Comp               | Pres               | Reti               | Comp        | Pres        | Reti        | Pres   | Reti     |
| ------------------------ | ------------------------ | ------------------------ | ---------- | ------------ | --------------- | --------------- | --------------- | ------------------ | ------------------ | ------------------ | ----------- | ----------- | ----------- | ------ | -------- |
| 2007-2008                | Flamurtari Valona        | KS                       | 21         | -?           | CA              | 0               | 0               | -                  | -                  | -                  | -           | -           | -           | 21     | 0+       |
| 2008-2009                | Flamurtari Valona        | KS                       | 28         | -?           | CA              | 4               | -?              | -                  | -                  | -                  | -           | -           | -           | 32     | 0+       |
| 2009-2010                | Flamurtari Valona        | KS                       | 26         | -25          | CA              | 0               | 0               | UEL                | 2                  | -8                 | SA          | 1           | -?          | 29     | -33+     |
| 2010-2011                | Flamurtari Valona        | KS                       | 21         | -16; 1       | CA              | 0               | 0               | -                  | -                  | -                  | -           | -           | -           | 21     | -16; 1   |
| 2011-gen. 2012           | Flamurtari Valona        | KS                       | 8          | -8           | CA              | 2               | -1              | UEL                | 4                  | -10                | -           | -           | -           | 14     | -19      |
| gen.-giu. 2012           | Apolonia Fier            | KS                       | 9+1        | -11 + -0     | CA              | 0               | 0               | -                  | -                  | -                  | -           | -           | -           | 10     | -11      |
| 2012-2013                | Kastrioti                | KS                       | 19         | -25; 1       | CA              | 4               | -8              | -                  | -                  | -                  | -           | -           | -           | 23     | -33; 1   |
| 2013-2014                | Flamurtari Valona        | KS                       | 24         | -32          | CA              | 5               | -2              | -                  | -                  | -                  | -           | -           | -           | 29     | -34      |
| Totale Flamurtari Valona | Totale Flamurtari Valona | Totale Flamurtari Valona | 128        | -81+; 1      |                 | 11              | -3+             |                    | 6                  | -18                |             | 1           | 0+          | 146+   | -102+; 1 |
| 2014-gen. 2015           | Adriatiku                | KP                       | 3          | -1           | CA              | 1               | -2              | -                  | -                  | -                  | -           | -           | -           | 4      | -3       |
| gen.-giu. 2015           | Laçi                     | KS                       | 3          | -1           | CA              | 2               | -2              | UEL                | -                  | -                  | -           | -           | -           | 5      | -3       |
| 2015-2016                | Teuta                    | KS                       | 30         | -20          | CA              | 4               | -4              | -                  | -                  | -                  | -           | -           | -           | 34     | -24      |
| 2016-2017                | Teuta                    | KS                       | 23         | -25          | CA              | 3               | -2              | UEL                | 2                  | -6                 | -           | -           | -           | 28     | -33      |
| 2017-2018                | Teuta                    | KS                       | 17         | -26; 1       | CA              | 6               | -7              | -                  | -                  | -                  | -           | -           | -           | 23     | -33; 1   |
| Totale Teuta             | Totale Teuta             | Totale Teuta             | 70         | -71; 1       |                 | 13              | -13             |                    | 2                  | -6                 |             | -           | -           | 85     | -90; 1   |
| 2018-gen. 2019           | Tirana                   | KS                       | 0          | 0            | CA              | 2               | 0               | -                  | -                  | -                  | -           | -           | -           | 2      | 0        |
| gen.-giu. 2019           | Bylis Ballsh             | KP                       | 0          | 0            | CA              | 0               | 0               | -                  | -                  | -                  | -           | -           | -           | 0      | 0        |
| Totale carriera          | Totale carriera          | Totale carriera          | 232+1      | -190 + -0; 3 |                 | 33              | -28+            |                    | 8                  | -24                |             | 1           | 0+          | 275+   | -242+; 3 |

### Cronologia presenze e reti in nazionale
| Cronologia completa delle presenze e delle reti in nazionale ― Albania under 21 | Cronologia completa delle presenze e delle reti in nazionale ― Albania under 21 | Cronologia completa delle presenze e delle reti in nazionale ― Albania under 21 | Cronologia completa delle presenze e delle reti in nazionale ― Albania under 21 | Cronologia completa delle presenze e delle reti in nazionale ― Albania under 21 | Cronologia completa delle presenze e delle reti in nazionale ― Albania under 21 | Cronologia completa delle presenze e delle reti in nazionale ― Albania under 21 | Cronologia completa delle presenze e delle reti in nazionale ― Albania under 21 |
| Data                                                                            | Città                                                                           | In casa                                                                         | Risultato                                                                       | Ospiti                                                                          | Competizione                                                                    | Reti                                                                            | Note                                                                            |
| ------------------------------------------------------------------------------- | ------------------------------------------------------------------------------- | ------------------------------------------------------------------------------- | ------------------------------------------------------------------------------- | ------------------------------------------------------------------------------- | ------------------------------------------------------------------------------- | ------------------------------------------------------------------------------- | ------------------------------------------------------------------------------- |
| 28-3-2009                                                                       | Tirana                                                                          | Albania under 21                                                                | 0 – 1                                                                           | Scozia under 21                                                                 | Qual. Europeo Under-21 2011                                                     | -1                                                                              |                                                                                 |
| 1-4-2009                                                                        | Glasgow                                                                         | Scozia under 21                                                                 | 5 – 2                                                                           | Albania under 21                                                                | Qual. Europeo Under-21 2011                                                     | -5                                                                              |                                                                                 |
| 5-9-2009                                                                        | Tirana                                                                          | Albania under 21                                                                | 1 – 0                                                                           | Azerbaigian under 21                                                            | Qual. Europeo Under-21 2011                                                     | -                                                                               |                                                                                 |
| 9-9-2009                                                                        | Vienna                                                                          | Austria under 21                                                                | 3 – 1                                                                           | Albania under 21                                                                | Qual. Europeo Under-21 2011                                                     | -3                                                                              |                                                                                 |
| 13-11-2009                                                                      | Tirana                                                                          | Albania under 21                                                                | 2 – 2                                                                           | Austria under 21                                                                | Qual. Europeo Under-21 2011                                                     | -2                                                                              |                                                                                 |
| 26-5-2010                                                                       | Tirana                                                                          | Albania under 21                                                                | 2 – 2                                                                           | Polonia under 21                                                                | Amichevole                                                                      | -2                                                                              | 90’                                                                             |
| 4-9-2010                                                                        | Baku                                                                            | Azerbaigian under 21                                                            | 3 – 2                                                                           | Albania under 21                                                                | Qual. Europeo Under-21 2011                                                     | -3                                                                              |                                                                                 |
| Totale                                                                          |                                                                                 | Presenze                                                                        | 7                                                                               |                                                                                 | Reti                                                                            | -16                                                                             |                                                                                 |

## Palmarès

### Club

#### Competizioni nazionali
- Coppa d'Albania: 3

Flamurtari Valona: 2008-2009, 2013-2014
Laçi: 2014-2015
- Supercoppa d'Albania: 1

Laçi: 2015